# آیدا کاوافیان
آیدا کاوافیان (ارمنی: Իդա Քավաֆյան؛ زادهٔ ۲۹ اکتبر ۱۹۵۲) یک نوازنده ویولن موسیقی کلاسیک ارمنی‌تبار اهل ایالات متحده آمریکا است

## زندگی‌نامه
کاوافیان از پدر و مادری ارمنی در ترکیه به دنیا آمد. او در سال ۱۹۵۶ با خانواده اش به ایالات متحده آمریکا نقل مکان کرد و در شش سالگی در دیترویت شروع به تحصیل ویولن کرد.